# Ambit

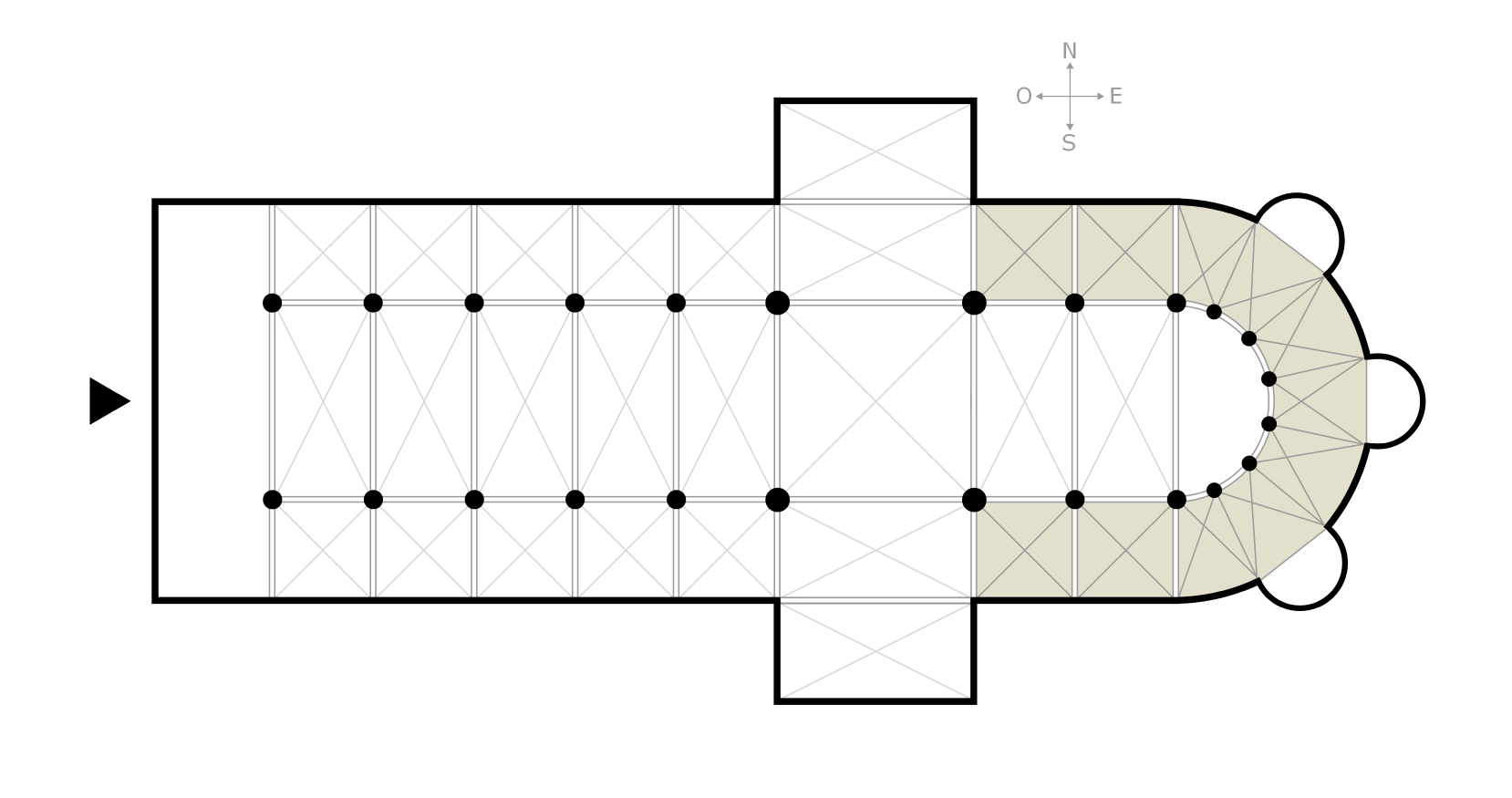
Plan kościoła z zaznaczonym ambitem (obejściem)

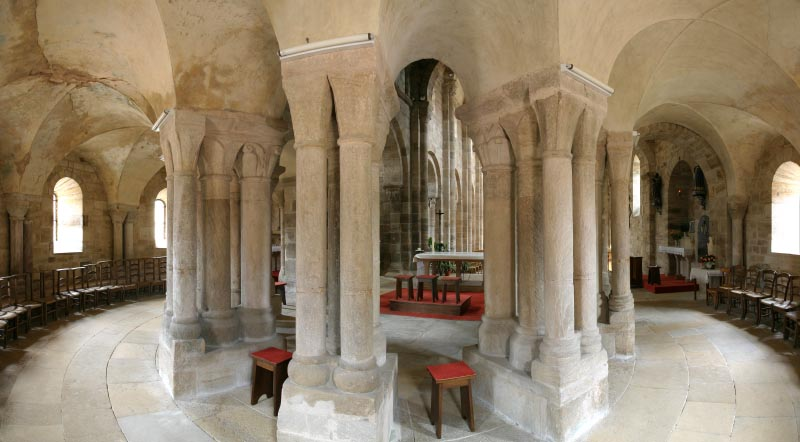
Ambit w kościele w Bois-Sainte-Marie

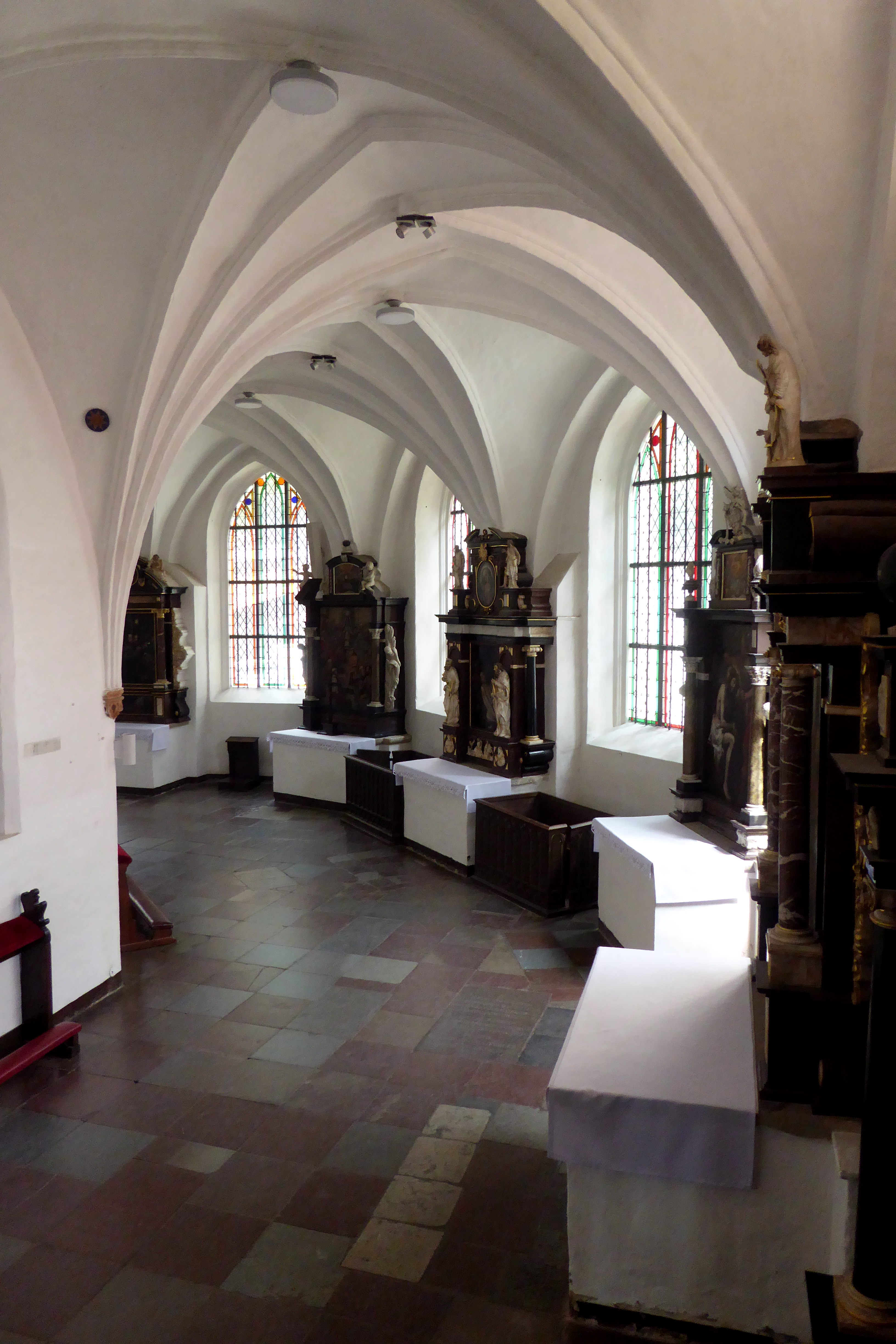
Ambit w archikatedrze w Gdańsku-Oliwie

Ambit (także obręb, obejście, łac. ambitus – obieg, obwód) – przejście powstałe z przedłużenia naw bocznych i poprowadzenia ich wokół prezbiterium za ołtarzem głównym.

## Charakterystyka
Ambit jest oddzielony od prezbiterium murem lub arkadami. Pojawił się w średniowieczu i był charakterystycznym składnikiem kościołów pielgrzymkowych (wprowadzenie ambitu ułatwiało wiernym dojście do relikwii znajdujących się w ołtarzu głównym). Popularny zwłaszcza w okresie romanizmu i gotyku. Ambit często otoczony był od strony zewnętrznej wieńcem kaplic promienistych.

## Ambit dwunawowy
W kościołach pięcionawowych nawy czasem przechodziły wokół prezbiterium tworząc ambit dwunawowy. Przykładem może być pierwotny układ kościoła klasztornego w Henrykowie lub katedra Notre-Dame w Paryżu. Nawy ambitu mogły posiadać zróżnicowaną wysokość, czego przykładem jest katedra w Bourges.

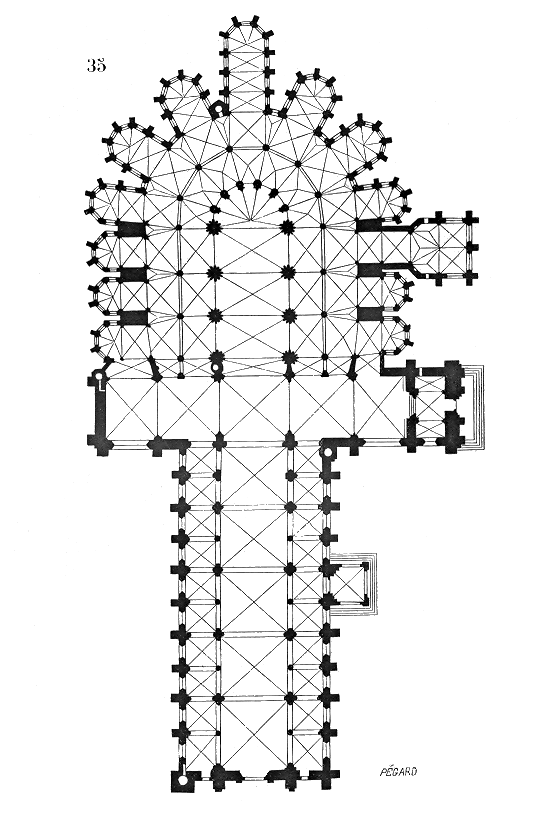
Katedra w Le Mans z dwunawowym ambitem i wieńcem kaplic
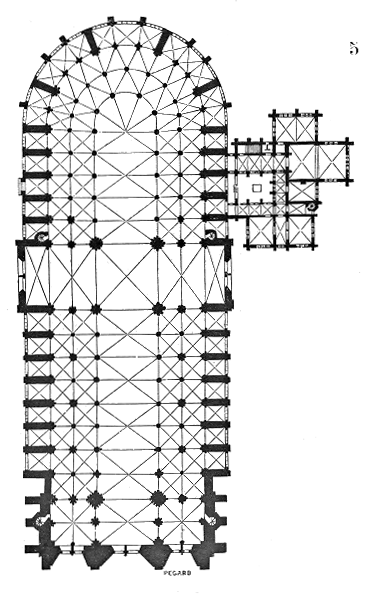
Katedra Notre-Dame w Paryżu z dwunawowym ambitem